# Brian Konowalchuk
Brian Konowalchuk (* 14. Oktober 1971 in Salt Lake City, Utah) ist ein ehemaliger US-amerikanischer Eishockeyspieler, der auf der Position des Centers gespielt hat.

## Karriere
Während seiner Karriere spielte er von 1989 bis 1990 für die North Battleford North Stars in der Saskatchewan Junior Hockey League sowie von 1990 bis 1994 an der University of Denver in der Western Collegiate Hockey Association, einer Division im Spielbetrieb der National Collegiate Athletic Association. Im NHL Supplemental Draft 1992 wurde er an der dritten Gesamtposition von den San Jose Sharks ausgewählt, spielte aber nie in der National Hockey League. In der Saison 2006/07 war er Trainer in der Duluth Amateur Hockey Association.

## Erfolge und Auszeichnungen
- 1994 WCHA Student-Athlete of the Year (gemeinsam mit Jeff Nielsen)